# Fabien Limonta
Fabien Limonta, né le 26 décembre 1946 à Tunis (Tunisie), est un homme politique français.

## Biographie
En mars 2015, il est élu conseiller départemental du canton du Tricastin en tandem avec Marie-Pierre Mouton,,,,. À la suite du basculement à droite du département,, il est nommé vice-président,.
Lors de l'élection présidentielle française de 2022, alors qu'il soutient Valérie Pécresse, il accorde son parrainage à Éric Zemmour puisqu'il considère que c'est le rôle des élus français de « permettre à un candidat qui est à plus de 10 % d’aller jusqu’au bout de sa démarche ».

## Détail des fonctions et des mandats
Mandats locaux
- 2008[13] - 2014 : Conseiller municipal de Saint-Paul-Trois-Châteaux[14]
- 2014[15] - 2015[16] : Conseiller municipal de Saint-Paul-Trois-Châteaux[17]
- 2001 - 2008 : Conseiller général du canton de Saint-Paul-Trois-Châteaux[18],[19],[20]
- 2008[21] - 2015 : Conseiller général du canton de Saint-Paul-Trois-Châteaux
- depuis 2015 : Conseiller départemental du canton du Tricastin

Mandat parlementaire
- 27 avril 2007 - 19 juin 2007 : Député de la 3e circonscription de la Drôme[22],[23]